# Allemagne au Concours Eurovision de la chanson junior
L'Allemagne participe pour la première fois au Concours Eurovision de la chanson junior à la 18e édition du concours en 2020 où elle a fini dernier avec 66 points.

## Participation
L'Allemagne allait initialement participer au concours de 2003 à Copenhague, au Danemark, mais s'est retirée plus tard du concours. Ils prévoyaient également de participer au concours 2004 à Lillehammer mais se sont à nouveau retirés du concours. En outre, le diffuseur NDR a également diffusé les concours de 2003, 2015 et 2016. Pour 2003, le diffuseur a organisé une émission différée sur KiKA tandis que les concours de 2015 et 2016 étaient retransmis en direct via le site web eurovision.de avec les commentaires de Thomas Mohr.
En mai 2014, le diffuseur NDR a annoncé que l’Allemagne ne ferait pas ses débuts au concours de 2014 car elle pensait que le concours ne serait pas un succès selon les normes de marketing télévisuelles allemandes. Le 1er juillet 2015, NDR a lancé un sondage en ligne pour décider si l'Allemagne devrait ou non participer au Concours Eurovision de la chanson junior 2015, qui serait diffusé sur la chaîne de télévision pour enfants, KiKA. L'Allemagne n'y a finalement pas participé.
En décembre 2019, KiKA a confirmé qu'une délégation du radiodiffuseur et de NDR participait au Concours Eurovision de la chanson junior 2019 à Gliwice, en Pologne, pour découvrir la compétition en tant que membre du public.  Il a été souligné qu'aucune décision n'avait encore été prise quant à savoir si l'Allemagne participerait ou non l'année suivante, bien qu'il y ait eu des discussions étroites avec l'UER.
Le 8 juillet 2020, KiKA a confirmé que l’Allemagne participerait pour la première fois au concours en 2020 à Varsovie, en Pologne.
Le 2 août 2022, KiKA annonce le retrait du pays du concours en 2022, le temps de prendre une « pause créative » au vu des résultats des années précédentes et des recommandations du ministère des affaires étrangères dû à la situation politique en Arménie.

## Représentants
| Édition | Année | Artiste          | Chanson              | Langue(s)                             | Traduction du titre         | Place            | Points           |
| ------- | ----- | ---------------- | -------------------- | ------------------------------------- | --------------------------- | ---------------- | ---------------- |
| 18e     | 2020  | Susan            | Stronger With You    | Allemand, anglais                     | Plus forte avec toi         | 12               | 66               |
| 19e     | 2021  | Pauline          | Imagine Us           | Allemand, anglais                     | Imagine-nous                | 17               | 61               |
| 20e     | 2022  | Retrait en 2022. | Retrait en 2022.     | Retrait en 2022.                      | Retrait en 2022.            | Retrait en 2022. | Retrait en 2022. |
| 21e     | 2023  | FIA              | Ohne Worte           | Allemand, langue des signes allemande | Sans mots                   | 09               | 107              |
| 22e     | 2024  | Bjarne           | Save The Best For Us | Allemand, anglais                     | Sauve le meilleur pour nous | 11               | 71               |
| 23e     | 2025  | Retrait en 2025. | Retrait en 2025.     | Retrait en 2025.                      | Retrait en 2025.            | Retrait en 2025. | Retrait en 2025. |

- Première place
- Deuxième place
- Troisième place
- Dernière place

## Galerie

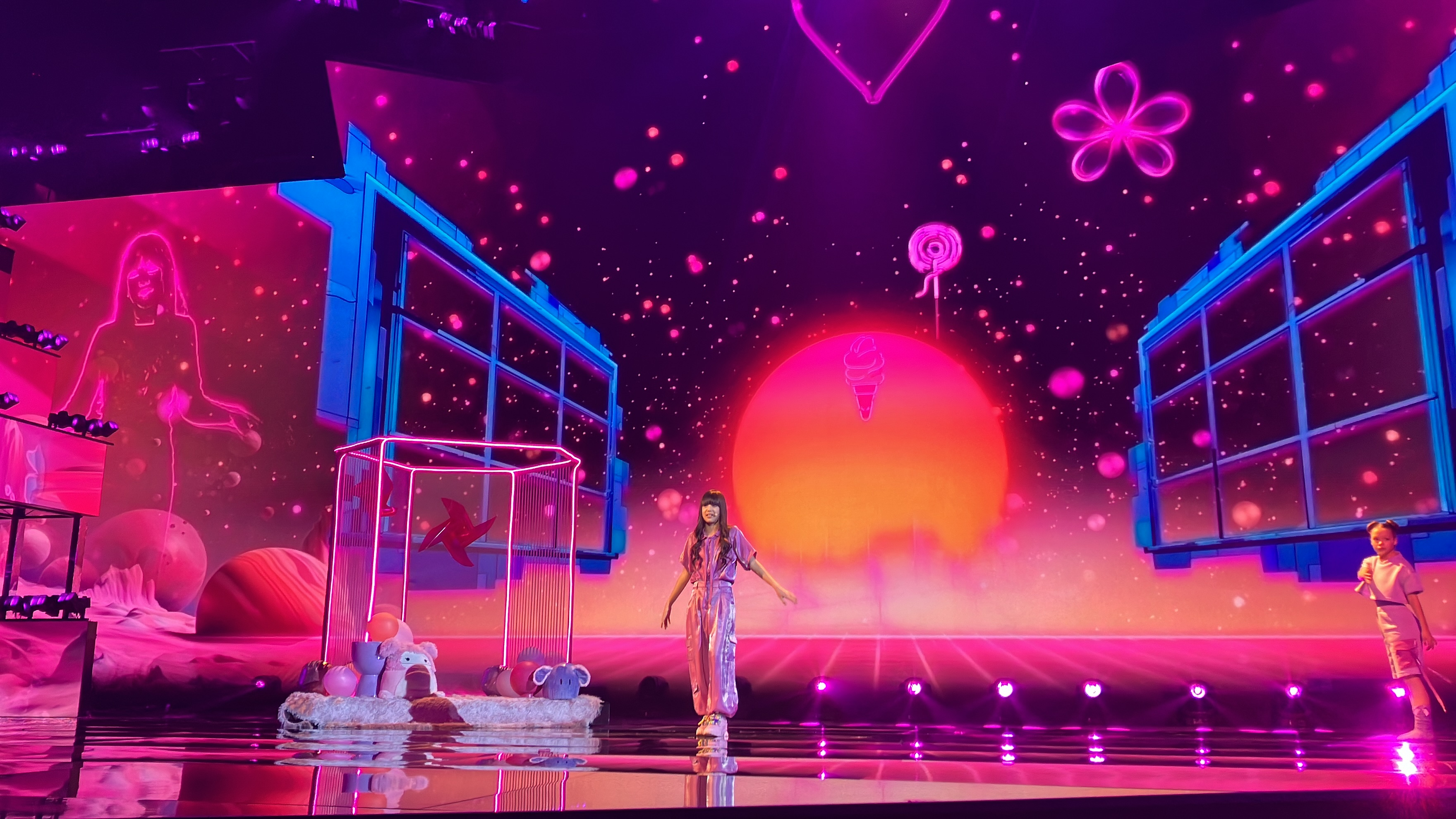
FIA à Nice (2023).